# Permanent Vacation (film 1980)
Permanent Vacation è un film del 1980 scritto e diretto da Jim Jarmusch.

## Trama
Il film racconta le avventure di Aloysious Christopher Parker detto  "Allie", un giovane vagabondo di New York.

## Produzione
Il film è l'esordio al lungometraggio per Jim Jarmusch, che ha realizzato l'opera come tesi di laurea nel periodo in cui studiava alla New York University.